# KZ-Außenlager Linz II

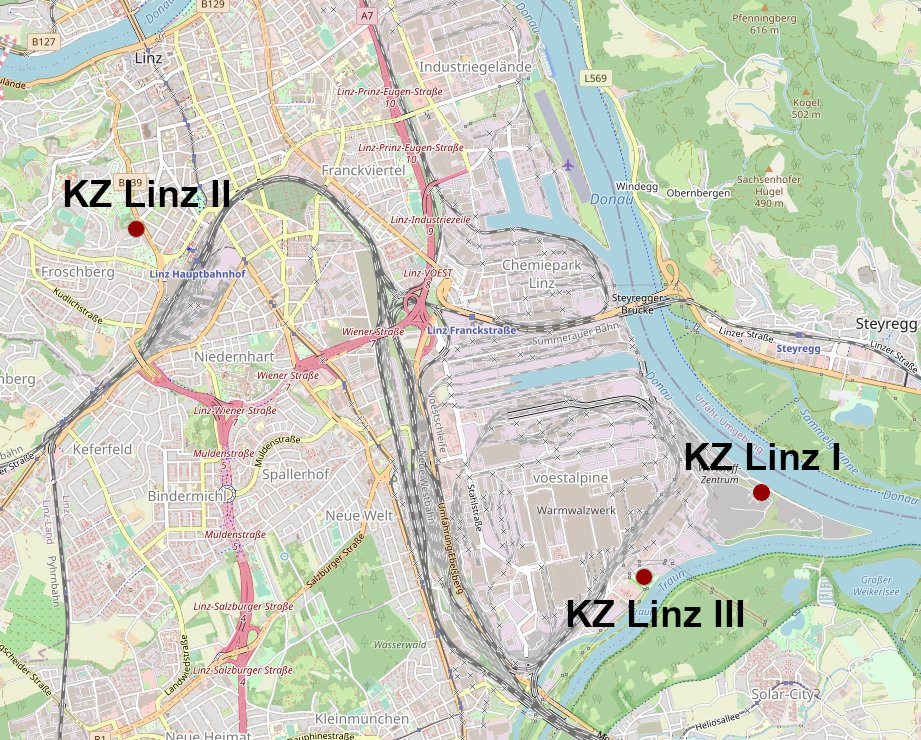
Position der Konzentrationslager in Linz

Das Konzentrationslager Linz II war ein Außenlager des Konzentrationslagers Mauthausen in Linz. Es bestand vom 21. Februar 1944 bis Kriegsende im Mai 1945. Insgesamt wurden 380 Häftlinge in das Lager eingewiesen, acht Häftlinge starben im Lager. Beinahe die Hälfte der Häftlinge wurde wegen Krankheit oder Erschöpfung in das Stammlager Mauthausen bzw. in das KZ Gusen deportiert. Die Gefangenen mussten vor allem beim Bau von unterirdischen Luftschutzstollen arbeiten.

## Geschichte

### Gründung
Ab Sommer 1943 kam Österreich in Reichweite der alliierten Luftangriffe. Wegen seiner persönlichen Verbindung zu Linz, gab Hitler selbst den Auftrag, Luftschutzstollen in Linz zu bauen. Geplant war, die bereits vorhandenen Wein- und Bierkeller im Stadtgebiet auszubauen und unterirdisch zu verbinden. Dies sollte auch das Problem beheben, dass die unterschiedlichen Keller Einzugsgebiete bedienen sollten, die nicht mit ihrer Fassungsgröße übereinstimmten. Der Limonistollen, Cembrankeller, Märzenkeller und Aktienkeller rund um den Linzer Bauernberg hatten gemeinsam ein Fassungsvermögen von 16 500 Menschen. Das Fassungsvermögen sollte auf 21 200 Personen vergrößert werden. Dieser Ausbau wurde jedoch zugunsten des Ausbaus des Aktienkellers und der Adaptierung der Linzer Zentralkellerei für die Rüstungsproduktion eingeschränkt. In diesen wurde 1944 das Wälzlagerwerk der Steyr-Daimler-Puch AG eingerichtet.
Am 21. Februar 1944 wurden die ersten Häftlinge zum Bau der Stollen nach Linz überstellt. Sie wurden in einem der Stollen, dem Märzenkeller am Beginn der Bockgasse, mitten im Stadtgebiet von Linz untergebracht. Der Ausbau der Stollen selbst wurde von privaten Firmen durchgeführt. Diese bezahlten das Magistrat Linz, um die Häftlinge von der SS auszuleihen. Das Magistrat wiederum rechnete die Kosten der Häftlinge mit dem KZ Mauthausen direkt ab.

### Zwangsarbeit
Die Häftlinge in Linz II waren bei Stemm-, Grabungs- und Montagearbeiten sowie für den Transport von Material und Spenglerarbeiten eingesetzt. Die Häftlinge mussten dabei in zwei, bzw. später möglicherweise drei, Schichten rund um die Uhr arbeiten. Wegen fehlender Sicherheitsvorkehrungen wurden Häftlinge bei der Arbeit im Stollenbau immer wieder verletzt und mehrere Häftlinge kamen dabei ums Leben. Später wurden die Häftlinge auch bei Aufräumarbeiten nach Luftangriffen und bei der Entminung eingesetzt.

### Häftlinge
Insgesamt wurden 380 Häftlinge nach Linz II deportiert. Sie stammten vorwiegend aus der Sowjetunion und aus Polen. Kleinere Gruppen gab es jedoch auch aus Deutschland und Frankreich und vereinzelt Häftlinge anderer Nationen. Im August 1944 erreichte das Lager den Höchststand mit 285 Häftlingen.
Acht Häftlinge starben im Lager Linz II, fünf davon bei Unfällen im Stollen durch die schlechten Arbeitsbedingungen. Den Aussagen von Überlebenden nach sind sowjetische Häftlinge auch von SS-Männern direkt ermordet worden. Insgesamt wurden 166 kranke und erschöpfte Häftlinge nach Mauthausen bzw. Gusen rücküberstellt. Es ist unbekannt, wie viele davon starben.

### Lebensbedingungen
Häftlinge und Bewacher wurden von der Stadt Linz verpflegt. Die Verpflegung wird, möglicherweise aufgrund dieser gemeinsamen Versorgung, von Überlebenden als besser als in anderen Konzentrationslagern beschrieben. Die Häftlinge waren direkt im Stollen untergebracht. Überlebende berichten, dass sie deshalb höchstens eine Stunde in der Woche, andere wiederum gar nicht, ans Tageslicht durften. Wegen der Luftangriffe auf Linz gab es außerdem mehrere, teilweise tagelange, Stromausfälle im Stollen.
Unklar ist, wie die Häftlinge befreit wurden. Möglicherweise wurden die Gefangenen vor der Ankunft der amerikanischen Soldaten in das KZ Linz III oder nach Mauthausen überstellt.

### Bewachung
Ca. 50 SS-Angehörige waren für die Bewachung der Häftlinge zuständig. Vermutlich wurden sie von der Luftwaffe übernommen. Sie waren in einem Gasthaus direkt vor dem Stolleneingang untergebracht. Als Lagerführer fungierte der SS-Oberscharführer Christoph Werner. Nach Trinkgelagen misshandelten einige SS-Männer vor allem sowjetische Gefangene. SS-Unterscharführer Hermann Bührer und SS-Schütze Rudolf Julius ermordeten auch Häftlinge. In der Schlussphase wurde das Lager von Linzer Theatermitarbeitern bewacht. Überlebende beschreiben diese als freundlich.

## Nachkriegsgeschichte
Die Stollenanlagen sind nach dem Krieg von verschiedenen Firmen genutzt worden. Heute stehen manche leer, andere werden weiterhin von Firmen genutzt.
Die Stollen sind heute privat nicht zugänglich. Jedoch werden durch Teile der Stollen zeitgeschichtliche Führungen angeboten. Eine Linzer Gedenkinitiative des Mauthausen Komitee Österreichs errichtete im heutigen Cembrankeller eine kleine Gedenkstätte.
Im Jahr 2001 wurde im Botanischen Garten Linz, unter dem sich der Aktienkeller befindet, ein kleines Denkmal für die Häftlinge des KZ Linz II errichtet. Dieses "Steinfeld der Erinnerung" mit einer metallenen Gedenktafel wurde von den Künstlern Kurt Hoheisl und Andreas Knitz konzipiert. Besucher der Ausstellung "...vor einem halben Jahrhundert" im Oberösterreichischen Landesmuseum wurden gebeten, Steine zum Andenken an die Häftlinge des KZ Mauthausen in das Museum mitzubringen. Einige dieser Steine wurden dann zur Gestaltung des Denkmals verwendet. Das "Steinfeld der Erinnerung" besteht aus einigen mit Metallplaketten nummerierten Granitsteinen.